# PQ–17-es konvoj
A PQ–17-es konvoj egy második világháborús, hadianyagot szállító hajókaraván, amely az Északi-tengeren közlekedő konvojok közül a legnagyobb veszteséget szenvedte el 1942-ben. A németek a 41 hajóval induló konvoj 24 egységét süllyesztették el. A katasztrófát részben a brit Admiralitás okozta azzal, hogy a német haditengerészet felszíni flottájától tartva visszavonta a hajókaraván fegyveres kíséretét, és magára hagyta a teherhajókat a sarki vizeken.

## Előzmények
Miután a náci Németország 1941. június 22-én megtámadta a Szovjetuniót, Nagy-Britannia és az Egyesült Államok elkezdett hadi- és egyéb felszereléseket szállítani Moszkvának. A konvojok az északi tengereken haladtak, célállomásuk Murmanszk, illetve Arhangelszk volt. A hajókaravánoknak az út során veszélyes közelségben kellett elhaladniuk Norvégia németek által megszállt partjai mellett. Nehezítette dolgukat az is, hogy a sarki nappalok nyáron nagyon hosszúak, így a németek könnyebben rábukkanhattak a hajókra.

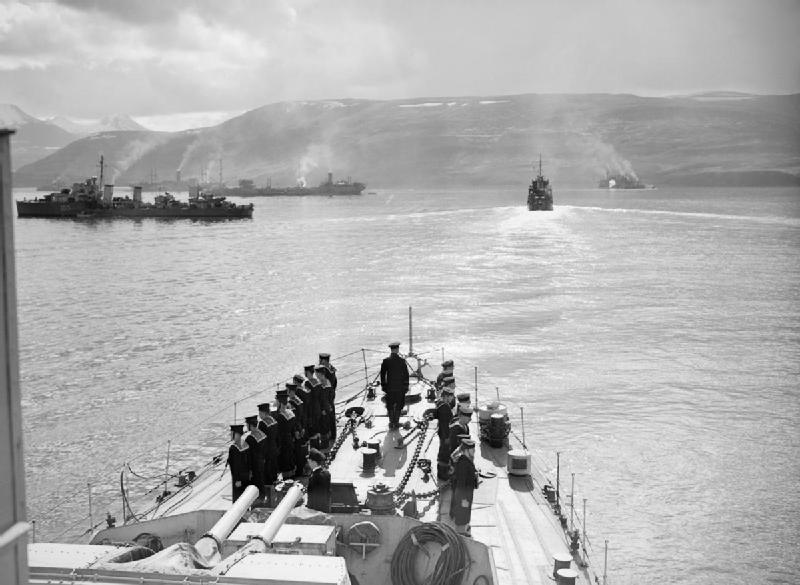
Az izlandi horgonyzóhelyen gyülekező konvoj

A konvojok kódjele két betűből és egy számból állt. A betűk mindig azonosak voltak, a számok pedig azt mutatták, hogy az adott hajókaraván hányadik az útvonalon. A Nagy-Britanniából induló konvoj betűjele PQ, a visszatérőé QP volt. A PQ rövidítés eredete az lehet, hogy az első konvojok felállításának és útjának egyik fő tervezője P. Q. Edwards parancsnok volt.
Az első hajókaraván, a Dervis konvoj 1941 augusztusában indult útnak. A kezdeti időszakban a hajókaravánok gond nélkül közlekedtek, nem zavarták őket sem a német repülők, sem a haditengerészet egységei. Tizenkét konvojjal 103 hajó érkezett meg a Szovjetunióba 1942 tavaszáig. Az egyetlen hajó, amelyet ebben az időszakban Nagy-Britannia veszített, a PQ–8-as konvojt kísérő HMS Matabele romboló volt, amelyet az U-454 búvárhajó süllyesztett el 1942. január 17-én, északkeletre a Kola-félszigettől.
Erich Raeder tengernagy korán felismerte a konvojok jelentőségét, és többször is megpróbálta rávenni Adolf Hitlert arra, hogy telepítsenek komoly haditengerészeti erőt Norvégiába. Hitler ezt visszautasította, mert úgy gondolta, hogy a Szovjetunió gyorsan összeomlik. 1941 őszén azonban a német előrenyomulás elakadt, majd az év végén az Egyesült Államok is belépett a háborúba.
Hitler ezután engedélyezte Raedernek, hogy átcsoportosítsa erőit Norvégiába, köztük a Tirpitz csatahajót, amely januárban érkezett meg Trondheimbe. Nem sokkal később csatlakozott hozzá a Admiral Scheer és az Admiral Hipper nehézcirkáló.
A szintén oda tartó Prinz Eugen nehézcirkálót az HMS Trident brit tengeralattjáró megtorpedózta, így bevetésre alkalmatlan állapotban érte el a norvég vizeket. A német támadások 1942 tavaszán megsokszorozódtak. A PQ–16-os konvoj harminc hajójából ötöt elsüllyesztettek, négyet pedig megrongáltak a németek 1942. május 24. és május 30. között. Ez volt az addigi legnagyobb konvojveszteség a sarki vizeken.

## A konvoj létrejötte

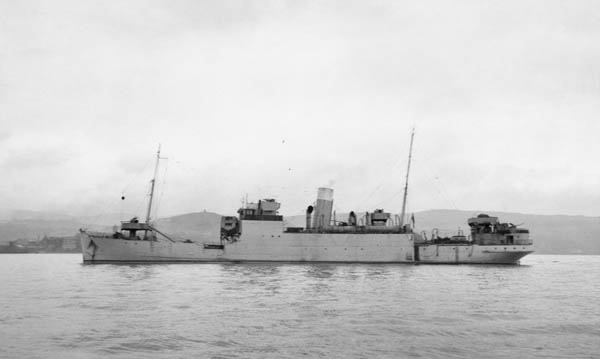
A Rathlin

A PQ–17-es konvoj az izlandi Hvalfjörðurnál gyülekezett. Sir John Tovey admirálist aggasztotta a Tirpitz közelsége, mert úgy vélte, hogy a csatahajó és az őt kísérő hadihajók rátámadhatnak a karavánra. Az admirális jól gondolta, a németek már kidolgozták a Rosselsprung tervet, amelynek célja éppen a Tirpitz és kísérő hajóinak bevetése volt a következő konvoj ellen. Az angolok úgy gondolták, hogy ha a német flotta megjelenik, akkor a konvoj egységeinek szét kell szóródniuk, mert így könnyebben menekülhetnek. Ez az elképzelés végül a PQ–17-es katasztrófájához vezetett.
A PQ–17-es konvoj 1942. június 27-én délután négy órakor hagyta el horgonyzóhelyét, és észak felé indult. A konvojban 35 teherhajó haladt, amelyek a többi között 297 repülőgépet, 594 harckocsit, 4246 teherautót és önjáró löveget, valamint további 156 ezer tonna rakományt vittek a Szovjetunióba. Ez a rakomány elég volt egy ötvenezres sereg felállításához, értéke pedig elérte a 700 millió dollárt.
A hajókaravánt hadihajók kísérték, köztük rombolók, korvettek, aknaszedők és két tengeralattjáró. A konvojhoz tartozott még két tanker is, amely üzemanyagot biztosított a hajóknak. Kevéssel azután, hogy a hajók elhagyták Izlandot, az amerikai Richard Bland megfeneklett, és vissza kellett fordulnia. Június 29-én erős jégbe ütköztek, ekkor négy hajó megsérült, közülük a szintén amerikai Exford visszatért a kikötőbe. A többi 33 teherhajó és kísérőik folytatták útjukat a Szovjetunió felé.

## A konvoj szerkezete

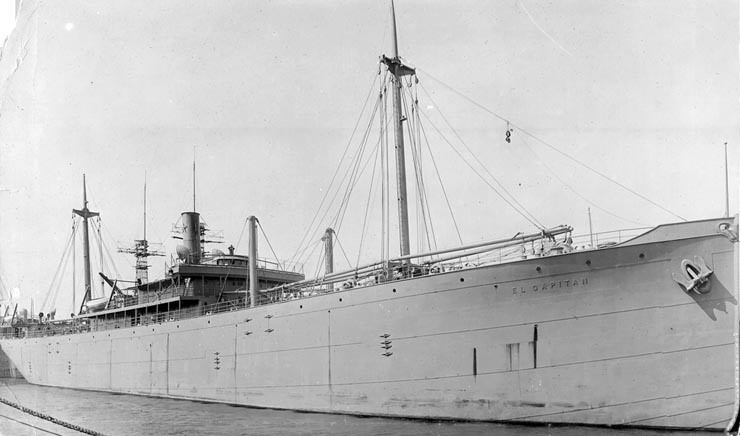
Az El Capitan

A teherhajók kilenc párhuzamos oszlopban haladtak, közöttük két légvédelmi hajóval, az HMS Palomaresszel és az HMS Pozarciával. A konvojt ék alakban hadihajók fogták közre. Az ék csúcsán az HMS Keppel romboló halad. Mögötte két másik romboló, az HMS Wilton és az HMS Leamington, aztán két korvett, az HMS Lotus és az HMS Poppy, majd az HMS Fury és az HMS Offa romboló következett. Az ék mögött, annak kevesebb egységből álló tükörképeként, de jóval közelebb a kereskedelmi hajókhoz, kisebb hadihajók haladtak: az HMS La Maluine és az HMS Dianella korvett, illetve az HMS Ledbury romboló. Mögöttük három aknaszedő, az HMS Halycon, az HMS Salamander és az HMS Britomart következett. A konvoj előtt és mögött, egy képzeletbeli téglalap négy sarkán, tengeralattjárók elleni harcra átalakított halászhajók haladtak: az HMS Lord Middleton, az HMS Lord Austin, az HMS Ayrshire és az HMS Northern Gem.
Távolról további hadihajók kísérték a kereskedelmi járműveket, köztük a brit HMS London és HMS Norfolk, valamint az amerikai USS Tuscaloosa és USS Wichita cirkáló, valamint három amerikai romboló. Ezek nagyjából 40 mérföldre északra hajóztak a kereskedelmi egységektől. A konvoj mögött 200 mérföldre a brit flotta egyik csatahajója, az HMS Duke of York, két cirkálója, 14 rombolója és egy repülőgép-hordozója, az HMS Victorius hajózott. Kiegészítette őket az amerikai USS Washington csatahajó.

## Támadások a konvoj ellen

### Július 1–3.
A konvojt egy Focke-Wulf Fw 200 repülőgépről pillantották meg először a németek július 1-jén. Ugyanezen a napon rábukkant a hajókra az U–252 búvárhajó is. A tengeralattjárók közelségét észlelték a kísérőhajók, és a nap folyamán makacsul üldözték az U–456-ot, de nem sikerült megsemmisíteniük. A németek újabb tengeralattjárókat vezényeltek a hajók ellen, így a konvojra kilenc búvárhajó (U–88, U–251, U–255, U–334, U–355, U–376, U–456, U–457, U–703) vadászott. A farkasfalka az Eisteufel nevet kapta. Délben a PQ–17 és az Oroszország felől érkező QP–13-as konvoj elhaladt egymás mellett.
A németek először július 2-án délután fél hétkor támadták meg a konvojt hét Heinkel He 115 típusú torpedóvetővel, de nem jártak eredménnyel. A kísérőhajók két bombázót lelőttek. Éjszaka a Tirpitz és kísérőhajói utasítást kaptak arra, hogy Trondheimből induljanak Altenfjord felé. Július 3-án a konvojt megtámadta egy német tengeralattjáró, de nem sikerült eltalálnia egyetlen hajót sem.

### Július 4.
A Luftwaffe a korábbiaknál komolyabb csapásokat intézett a konvoj ellen. A német repülők torpedóval eltalálták az amerikai Christopher Newportot, majd a sérült hajóval az U–457 végzett. A nap folyamán a Brit Királyi Légierő gépei felfedezték, hogy a Tirpitz kihajózott Trondheimből. A konvojt egész nap támadták a tengeralattjárók. Este nyolc órakor Ju 88-asok és He 111-esek, összesen mintegy 25 bombázó támadt a konvojra. A kísérőhajók géppuskatüze ellenére sikerült lőtávolon belül kerülniük, és torpedókkal eltalálták az amerikai William Hoopert, a brit Navarinót és a szovjet Azerbajdzsán tankhajót. A konvojjal csak ez utóbbi tudta folytatni az utat, a másik kettő elsüllyedt.
Az angol Admiralitás a Tirpitz kihajózásából és a hírszerzési jelentésekből arra a következtetésre jutott, hogy a német haditengerészet felszíni egységei megkísérlik feltartóztatni a PQ–17-et a negyedikéről ötödikére virradó éjszaka. Sir Dudley Pound, az Admiralitás első lordja, anélkül, hogy biztosan tudta volna, merre jár a német csatahajó, kiadta a konvoj sorsát megpecsételő utasítást: a hajók szóródjanak szét, és próbálják meg elérni az orosz kikötőket. A kereskedelmi hajók így fedezet nélkül folytatták útjukat. A rombolók a tőlük negyven mérföldre hajózó cirkálóflotta felé indultak.

### Július 5–10.
A szétszóródott kereskedelmi hajók egy része észak felé, a jéghatár irányába tartott, mások keletre, Novaja Zemlja felé haladtak, míg több hajó délkeletre fordult, és a legközelebbi orosz kikötőt próbálta elérni. Amikor a német tengeralattjárók és repülőgépek tudatták a hadvezetéssel, hogy a konvoj szétoszlott, és nincs katonai kísérete, Raeder visszarendelte a Tirpitzet és kísérőit. A magányos hajók ugyanis olyan könnyű célpontot jelentettek a bombázóknak és búvárhajóknak, hogy nem akarta felesleges kockázatnak kitenni a német flotta büszkeségét. A németek ezután egyenként cserkészték be és pusztították el a védelem nélkül maradt teherhajókat.
A "mészárlás" július 5-én reggel fél kilenckor kezdődött. Torpedótalálatot kapott a brit Empire Byron, majd az amerikai Carlton. Ezután kilenc zuhanóbombázó lecsapott az amerikai Daniel Morganre és Washingtonra. A több mint 600 tonna robbanóanyagot szállító Washington legénységének egy része tíz napig hánykolódott a sarki tengeren egy mentőcsónakban, míg elérte a szovjet partot. Eközben torpedótalálatot kapott egy másik amerikai teherhajó, a Honomu. Mielőtt leszállt a nap, a PQ–17 elvesztette a brit Bolton Castle-t, Earlstont, Aldersdale-t, River Aftont és Zaafrant, a holland Paulus Pottert, az amerikai Pankraftot, Fairfield Cityt és Peter Kerrt.
A Silver Sword, az Ironclad és a Troubadour egy felfegyverzett halászhajó, az HMS Ayrshire kíséretében egészen a jéghatárig hajózott, ahol a legénység álcázásul fehérre festette a felépítményeket, majd végig a jég mellett haladva eljutottak a biztonságos kikötőbe.
A következő napokban a németek folyamatosan támadták a hajókat. Bombatalálat végzett az amerikai Pan Atlantic-kel, míg torpedó süllyesztette el a szintén amerikai John Witherspoont, Alcoa Rangert, Olopanát, illetve a brit Hartleburyt. Az amerikai Winston Salem több támadás ellenére elérte Novaja Zemlját, ahol rakományának egy részét ki tudták menteni a sérült hajóból. Július 9. incidens nélkül telt el, de másnap a német repülők elsüllyesztették az amerikai Hoosiert és a panamai El Capitánt.

## Veszteségek

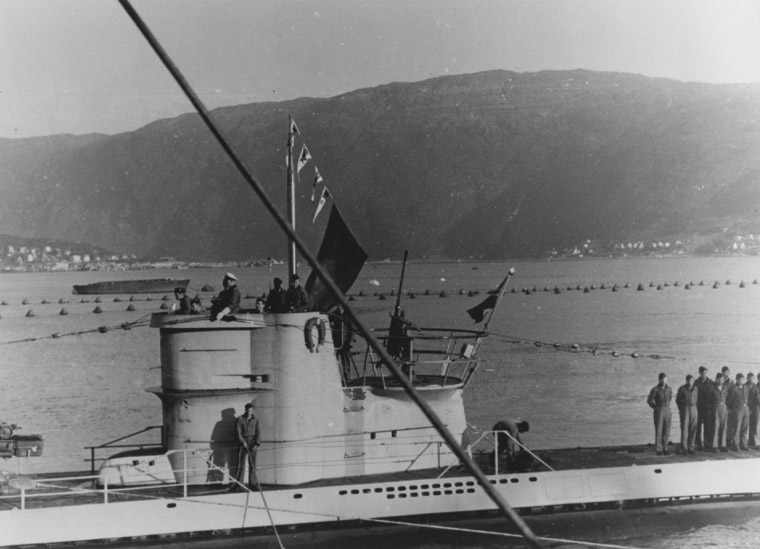
Az U-255

Az ismétlődő német támadások miatt csak 11 teherhajó érte el úticélját, az utolsó július 28-án futott be. Meghalt másfélszáz kereskedelmi tengerész, elsüllyedt 23 szállító- és egy mentőhajó, elveszett 142 ezer 518 tonna rakomány, benne 3350 járművel, 430 harckocsival, 210 bombázóval és 99 ezer 316 tonna egyéb szállítmánnyal, amelyben a többi között radarberendezések és lőszerek voltak. Az Azerbajdzsán nevű szovjet tanker elvesztette lenolaj rakományát.
A Paulus Pottert, nyolc nappal az őt ért légitámadás után, elhagyatottan találta meg egy német tengeralattjáró. Hárman átmentek a fedélzetre, hogy megvizsgálják, el lehet-e jutni vele Norvégiába. Miután kiderült, hogy a hajó erre nem képes, megtorpedózták. A Szovjetunióból visszavezető úton további három hajó süllyedt el. A Luftwaffe, amely 202 támadást intézett a konvoj ellen, öt repülővel fizetett nyolc hajó (Navarino, Fairfield City, Peter Kerr, Washington, Bolton Castle, Zaafaran, Pan Atlantic, Pancraft) elsüllyesztéséért.
A konvoj magára hagyása a brit flotta egyik legnagyobb szégyene lett. A részleteket a háború alatt nem is hozták nyilvánosságra. Az Admiralitás meggondolatlan döntése megrengette az amerikai-brit együttműködést is, és az amerikai haditengerészet magas rangú tisztjeiben felmerült a gondolat, hogy a jövőben ne indítsanak több közös konvojt a britekkel. Ráadásul a szovjetek nem hitték el, hogy egy konvoj 24 hajót veszthet, és úgy gondolták: a szövetségesek hazudnak nekik. Winston Churchill angol miniszterelnök és Franklin D. Roosevelt amerikai elnök, a szovjet tiltakozások dacára, úgy döntött, hogy a PQ–18-as konvoj indítását őszre halasztják. Amikor a karaván végül elindult, 53 hadihajó kísérte, köztük két búvárhajó és az HMS Avenger repülőgép-hordozó. A németeknek a nagy készültség ellenére is sikerült 13 hajót a tenger fenekére küldeniük.

## A hajók

### Kereskedelmi hajók
| A hajó neve            | Nemzetisége        | Vízkiszorítása brt |
| ---------------------- | ------------------ | ------------------ |
| Alcoa Ranger******     | Egyesült Államok   | 5116               |
| Aldersdale**           | Egyesült Királyság | 8402               |
| Benjamin Harrison      | Egyesült Államok   | 7191               |
| Bolton Castle*         | Egyesült Királyság | 5203               |
| Carlton****            | Egyesült Államok   | 5127               |
| Christopher Newport**  | Egyesült Államok   | 7197               |
| Daniel Morgan****      | Egyesült Államok   | 7177               |
| Earlston***            | Egyesült Királyság | 7494               |
| El Capitan********     | Panama             | 5255               |
| Empire Byron           | Egyesült Királyság | 6645               |
| Empire Tide            | Egyesült Királyság | 6978               |
| Fairfield City*        | Egyesült Államok   | 5686               |
| Hartlebury*******      | Egyesült Államok   | 5082               |
| Honomu*****            | Egyesült Államok   | 6977               |
| Hoosier*********       | Egyesült Államok   | 5060               |
| Ironclad               | Egyesült Államok   | 5685               |
| John Witherspoon****** | Egyesült Államok   | 7180               |
| Navarino*              | Egyesült Királyság | 4841               |
| Olopana******          | Egyesült Államok   | 6069               |
| Pan Atlantic*          | Egyesült Államok   | 5411               |
| Pankraft*              | Egyesült Államok   | 5644               |
| Paulus Potter          | Hollandia          | 7169               |
| Peter Kerr*            | Egyesült Államok   | 6476               |
| Rathlin                | Egyesült Királyság | 1600               |
| River Afton            | Egyesült Királyság | 5423               |
| Samuel Chase           | Egyesült Államok   | 7197               |
| Troubador              | Panama             | 6428               |
| Washington*            | Egyesült Államok   | 5564               |
| West Gotomska          | Egyesült Államok   | 5728               |
| William Hooper***      | Egyesült Államok   | 7177               |
| Winston-Salem          | Egyesült Államok   | 6223               |
| Zaafaran*              | Egyesült Királyság | 1559               |
| Zamalek                | Egyesült Királyság | 15671              |

* Repülő süllyesztette el

** Az U–457 süllyesztette el

*** Az U–334 süllyesztette el

**** Az U–88 süllyesztette el

***** Az U–456 süllyesztette el

****** Az U–255 süllyesztette el

******* Az U–355 süllyesztette el

******** Az U–251 süllyesztette el

********* Az U–376 süllyesztette el

### A kísérők
| A hajó neve        | Nemzetisége        | Típus                     |
| ------------------ | ------------------ | ------------------------- |
| HMS Ashanti        | Egyesült Királyság | Romboló                   |
| HMS Ayrshire       | Egyesült Királyság | Felfegyverzett halászhajó |
| HMS Blankney       | Egyesült Királyság | Romboló                   |
| HMS Britomart      | Egyesült Királyság | Aknaszedő                 |
| HMS Cumberland     | Egyesült Királyság | Nehézcirkáló              |
| HMS Dianella       | Egyesült Királyság | Korvett                   |
| HMS Dougles        | Egyesült Királyság | Romboló                   |
| HMS Duke of York   | Egyesült Királyság | Csatahajó                 |
| HMS Escapade       | Egyesült Királyság | Romboló                   |
| HMS Faulknor       | Egyesült Királyság | Romboló                   |
| HMS Fury           | Egyesült Királyság | Romboló                   |
| HMS Halcyon        | Egyesült Királyság | Aknaszedő                 |
| HMS Keppel         | Egyesült Királyság | Romboló                   |
| HMS La Malouine    | Egyesült Királyság | Korvett                   |
| HMS Leamington     | Egyesült Királyság | Romboló                   |
| HMS Ledbury        | Egyesült Királyság | Romboló                   |
| HMS London         | Egyesült Királyság | Cirkáló                   |
| HMS Lord Austin    | Egyesült Királyság | Felfegyverzett halászhajó |
| HMS Lotus          | Egyesült Királyság | Korvett                   |
| HMS Marne          | Egyesült Királyság | Romboló                   |
| HMS Martin         | Egyesült Királyság | Romboló                   |
| HMS Mayrant        | Egyesült Királyság | Romboló                   |
| HMS Lord Middleton | Egyesült Királyság | Felfegyverzett halászhajó |
| HMS Nigeria        | Egyesült Királyság | Könnyűcirkáló             |
| HMS Northern Gem   | Egyesült Királyság | Felfegyverzett halászhajó |
| HMS Offa           | Egyesült Királyság | Romboló                   |
| HMS Onslaught      | Egyesült Királyság | Romboló                   |
| HMS Onslow         | Egyesült Királyság | Romboló                   |
| HMS P 614          | Egyesült Királyság | Tengeralattjáró           |
| HMS P 615          | Egyesült Királyság | Tengeralattjáró           |
| HMS Palomares      | Egyesült Királyság | Légelhárító hajó          |
| HMS Poppy          | Egyesült Királyság | Korvett                   |
| HMS Pozarica       | Egyesült Királyság | Légelhárító hajó          |
| HMS Rhind          | Egyesült Királyság | Romboló                   |
| HMS Rowan          | Egyesült Királyság | Romboló                   |
| HMS Salamander     | Egyesült Királyság | Aknaszedő                 |
| USS Tuscaloosa     | Egyesült Államok   | Nehézcirkáló              |
| HMS Victoriuos     | Egyesült Királyság | Repülőgép-hordozó         |
| USS Wainwright     | Egyesült Államok   | Romboló                   |
| USS Washington     | Egyesült Államok   | Csatahajó                 |
| HMS Wheatland      | Egyesült Királyság | Romboló                   |
| USS Wichita        | Egyesült Államok   | Nehézcirkáló              |
| HMS Wilton         | Egyesült Királyság | Romboló                   |